# ناقلة أمين الأسبارتات
ناقلة الأسبارتات ((بالإنجليزية:  Aspartate transaminase)‏) اختصارا (AST).ويسمى أيضا ناقلة أمين الأسبارتات اختصارا (GOT) في مصل الدم.يطلق على هذا الانزيم أيضا اسم ناقلة امين الغلوتاميك للاكسالواسيتيك (SGOT- glutamic-oxaloacetic transaminase).وهو إنزيم يوجد في خلايا الجسم، وخاصة في القلب والكبد، وبشكل أقل في الكلى والعضلات. تكون مستويات إنزيم ناقلة الاسبارتات في الدم عند الأصحاء منخفضة. وعند حصول إصابة في خلايا الكبد أو العضلات، يجري تحرير إِنزيم AST عبر الدم. وهذا ما يجعل اختبار ناقلة الاسبارتات مفيدا في اكتشاف مثل هذه الإصابات.

## الوظيفة
وظيفة هذا الانزيم الرئيسية هي استقلاب الحامض الاميني اسبرتات (Aspartate).حيث يقوم بتحفيز التحويل الكامل من السبارتاتي وα-كيتوغلوتارات إلى أوكسالوآسيتات والغلوتامات.اسبارتاتي (ASP) + α-كيتوغلوتارات ↔ أوكسالوآسيتات + الغلوتامات (غلو)

## رد الفعل
باعتبار ناقلة الاسبارتات ناقلة تنميطية، تعتمد على بيريدكسال فوسفات (Pyridoxal phosphate)-(PLP) بمثابة العامل المساعد لنقل المجموعة الأمينية من اسبارتاتي أو الغلوتامات إلى الكيتوني المقابلة. في هذه العملية، والعامل المساعد المكوكات بين بيريدكسال فوسفات والفوسفات بيريدكسامين (PMP). .ان نقل مالجموعة الأمينية التي يحفزهه هذا الإنزيم هو أمر حاسم في منع تدهور الأحماض الأمينية.وفي اختبار حالة ي التدهور لأحماض الأمينية في هذا الانزيم، يخضع لالغلوتامات في وقت لاحق نزع الأمين الأكسدة لتشكل أيونات الأمونيوم، والتي تفرز مثل اليوريا. في رد فعل عكسي، اسبارتاتي يمكن توليفها من أوكسالوآسيتات، وهو وسيط رئيسي في دورة حمض الستريك. يعتبر هذا الاختبار حساسا للكشف عن تعرض الكبد وعضلة القلب للضرر، ولكن للكشف عن تضرر عضلة القلب يوجد هناك انزيمات نوعية أكثر كالنظير الانزيمي النوعي لل-(CPK). في مرض الكبد يرتفع مستوى هذا الانزيم، إضافة إلى ارتفاع مستوى انزيمات أخرى.

## الموقع
ناقلة أمين الأَسبرتات Aspartate transaminase (AST) هي إنزيم يوجد في خلايا الجسم، وخاصة في القلب والكبد، وبشكل أقل في الكُلى والعضلات. تكون مستوياتُ إنزيم AST في الدَّم عند الأصحاء منخفضة. وعند حصول إصابة في خلايا الكبد أو العضلات، يجري تحريرإِنزيم AST عبر الدم. وهذا ما يجعل اختبار AST مفيدا في اكتشاف مثل هذه الإصابات.

## القيمة الطبيعية
تتراوح القيم الطبيعية ما بين 10-34 وحدة دولية/ليتر. ولكن، قد يختلف هذا المجال في التقارير المختبرية.

## وصلات إضافية
- Aspartate+Transaminase في المكتبة الوطنية الأمريكية للطب نظام فهرسة المواضيع الطبية (MeSH).

- AST: MedlinePlus Medical